# John Headon Stanbury
John Headon Stanbury (ur. 6 maja 1835 r. w Barnstaple, zm. 20 maja 1907 r. w Exeter) – angielski hotelarz, deweloper i biznesmen.
Stanbury posiadał posiadłość w Thrushelton. Stanbury posiadał kilka hoteli, w tym Royal Clarence Hotel, który jest drugim najstarszym hotelem w Anglii. Był także właścicielem Grand Hotel w Plymouth, Seymour Hotel w Totnes, Western Counties Hotel w Paddington i Half-Moon Hotel w Exeter.
W 1899 roku Stanbury kupił Membland, historyczną posiadłość w Devon, od Edwarda Baringa, który przebudował rezydencję znaną jako Membland Hall. Stanbury planował zagospodarować ten obszar iw 1900 roku sprzedał go Williamowi Cresswellowi Grayowi. W tym momencie posiadłość obejmowała halę i 2720 akrów ziemi.